# جرج داگلاس هوارد کول
جرج داگلاس هوارد کول (George Douglas Howard Cole) (زادهٔ ۲۵ سپتامبر ۱۸۸۹ – درگذشتهٔ ۱۴ ژانویه ۱۹۵۹)، یک متخصص علوم سیاسی، اقتصاددان و تاریخ‌نگار اهل انگلستان بود. به عنوان کسی که معتقد به مالکیت اشتراکی عوامل تولید (سوسیالیسم لیبرترین) بود، او نظریه سوسیالیسم صنفی (سازمان‌دهی تولید از طریق اتحادیه‌های صنف‌های کارگران) را ارایه کرد. او عضو انجمن فابنیانیستی بوده و یکی از طرف‌داران جنبش تعاونی بود.

## اوایل زندگی
کول در شهر کمبریج زاده شده و فرزند جرج کول، جواهر فروشی که بعداً نقشه‌بردار شد و جیسی ناولز بود.
کول در مدرسه سنت پاول و کالج بالیول در دانشگاه آکسفورد، جای که او دانش‌نامهٔ دو رشته‌ای خود را کسب کرد، آموزش دید.

## جنگ جهانی اول
به عنوان کسی که مخالف با خدمت سربازی در جریان جنگ جهانی اول بود، شرکت کول در پیکار بر علیه خدمت سربازی اجباری باعث شد تا با همکاری به‌نام مارگارت پستگیت آشنا شود، کسی که با او در ۱۹۱۸ میلادی ازدواج کرد. این زوج، پیش از نقل مکان به شهر آکسفورد، جای که کول شروع به نوشتن برای روزنامه منچیستر گاردین نمود، برای مدت شش سال پس از ازدواج با انجمن فابیانیستی کار کردند.
در ۱۹۱۵ میلاد، کول بدون این‌که مزدی دریافت کند، به عنوان مدیر پژوهش در انجمن ائتلافی مهندسان کار نمود. او در رابطه با نحوه پاسخ‌دهی به قانون دوران جنگ، از جمله قانون تسلیحات، به این اتحادیه مشاوره داد. شغل وی در این اتحادیه به او این فرصت را فراهم کرد تا با اظهار این استدلال که او برای منفعت ملی کار می‌کند، از خدمت اجباری سربازی بگریزد.
او که توانسته بود از خدمت در ارتش معافیت حاصل کند، کول در جریان سال‌های جنگ یک نظریه سیاسی سوسیالیسم صنفی را توسعه بخشید.

## زندگی حرفه‌ای
کول چندین آثار اقتصادی و تاریخی نوشت، از جمله زندگی‌نامه‌های ویلیام کوبیت و رابرد اوون.
در ۱۹۲۵ میلادی، او به عنوان استادیار اقتصاد در دانشگاه کالج، آکسفورد گماشته شد.
در ۱۹۲۹ میلادی، پس از این‌که شورای مشورتی ملی اقتصاد توسط دومین حکومت کارگر تأسیس گردید، او به عنوان عضو این شورا گماشته شد. در ۱۹۴۴ ملی، او نخستین پروفیسورِ شیشل در رشته نظریه‌اجتماعی و سیاسی در دانشگاه آکسفورد شد. آیزایا برلین در ۱۹۵۷ میلادی جانشین وی در این کرسی شد.
کول در اول یک صلح‌جو بود، اما در حوالی ۱۹۳۸ میلادی او این موضع خود را ترک کرده و اظهار داشت: «هیتلر صلح‌جویی من را معالجه کرد». در جریان دهه ۱۹۳۰، کول تلاش کرد تا یک جبهه مردمی بریتانیایی را بر علیه فاشیسم بسازد. او قبل از این‌که بیشتر همکاران وی ایده صلح‌جویی را ترک کنند، میزان تهدید نظامی را تشخیص داد. کول به آرمان جمهوری‌خواهی در اسپانیا، یک حمایت قوی اعطا کرد.
او در فهرست کتاب سیاه اتباع برجسته قرار داشت که در صورت اشغال موفقیت‌آمیز بریتانیا باید دستگیر می‌شد.
در ۱۹۴۱ میلادی، کول به عنوان معاون رئیس کالج نوفیلد در دانشگاه آکسفورد گماشته شد. او در برگزاری نظرسنجی بازسازی اجتماعی که توسط کالج نوفیلد انجام شده و مقداری زیادی داده‌های مرتبط با جمعیت، اقتصادی و اجتماعی گردآوری نمود، نقش مرکزی داشت. از این معلومات جهت دادخواهی برای یک برنامه جامع اصلاح اجتماعی، استفاده گردید.

## سوسیالیسم
کول زمانی که در کالج بالیول، آکسفورد درس می‌خواند، به فابیانیسم علاقه‌مند شد. او با حمایت سدنی ویب، به کمیته اجرائی جامعه فابیانیستی ملحق شد. کول به یکی از طرف‌داران اساسی نظریات سوسیالیسم صنفی، یک سوسالیسم لیبرترین و جایگزین اقتصاد سیاسی مارکس، مبدل شد. او این نظریات خود را در روزنامه نیو ایج قبل از و در جریان جنگ جهانی اول و همچنین در صفحات نیو استیتسمان، هفته‌نامه که بیاتریس ویب و جرج برنارد شا پایه‌گذاری شده بود، منتشر نمود.
کول گفت که اشتیاق او به سوسیالیسم پس از این شعله‌ور شد که او رمانی تحت عنوان خبری از هیچ‌جا (News from Nowhere)، یک رمان آرمان‌شهری از ویلیام موریس، را خواند و او همچنین اظهار داشت:

بلافاصله پس از این‌که جامعه برابرها، آزاد از شرهای دوگانهٔ سرمایه‌دار و فقیر، ارباب و رعیت برایم پیشکش شد، من یک سوسالیست شدم چون درک کردم که این تنها نوعی از جامعه است که با شایستگی و اخوت انسان سازگار است و این‌که در هیچ جامعهٔ دیگر من این حق را نخواهم داشت تا مسرور شوم.

کول که نه مارکسیست و نه سوسیال دموکرات بود، رؤیای یک سوسیالیسم اتحادیهٔ غیر متمرکز و یک دموکراسی فعال و اشتراکی را داشت، سوسیالیسمی که واحدهای اساسی آن ریشه در محیط کار و اجتماع داشت، نه در دستگاه مرکزی دولت.
در دهه ۱۹۲۰ میلادی، هاگ گیتسکیل که شاگرد کول بود، در جریان اعتصاب عمومی ۱۹۲۶ میلادی به راننده وی مبدل شد.
در ۱۹۳۶ میلادی، کول شروع به فراخوان دادن برای ایجاد یک جنبش جبهه مردمی در بریتانیا را داد، جبهه‌ای که در آن حزب کارگر با سایر احزاب بر علیه تهدید فاشیسم متحد می‌شوند.
کول یک شخصیت تأثیرگذار در زندگی هارولد ویلسون جوان بوده و او را تدریس کرد، با وی کار نموده و او را متقاعد ساخت تا به حزب کارگر بپیوندد.
کول حداقل هفت کتاب برای انجمن کتاب چپ‌گرا (Left Book Club) نوشت و تمامی آن‌ها توسط انتشارات ویکتور گولانکز لمتد (Victor Gollancz Ltd) به چاپ رسید. در فهرست کتاب‌های وی که در ذیل ارایه شده‌است، تمامی آن‌ها دارای علامت LBC هستند. او همسرش، مارگارت کول، به‌طور مجموعی ۲۹ داستان مشهور کارآگاهی نوشتند که شامل کارآگاه‌های چون رئیس ویلسون، اویرارد بلاتچنگتون و تانکرید بود. کول و همسر وی توانستند یک مشارکت ایجاد کنند، اما نه یک ازدواج. کول اشتیاقی اندکی به سکس داشت و زنان را موجب حواس‌پرتی مردان می‌دانست. مارگارت این مسئله را در یک زندگی‌نامه جامع که پس از مرگ شوهرش در مورد او نوشت، مستند نمود.
هرچند کول، اتحاد جماهیر شوروی را برای ایجاد یک اقتصاد سوسیالیستی تحسین می‌کرد، اما او حکومت دیکتاتوری شوروی را به عنوان مدلی برای جوامع سوسیالیستی در سایر نقاط دنیا، رد می‌کرد. کول در یک سخنرانی علمی خود در ۱۹۳۹ میلادی گفت:

اگر من پاسخ استالین را نمی‌پذیرم، به این خاطر است که من هنوز آماده نیستم تا سوسیالیسمِ دموکراتیک را، با تمامی ناکامی‌ها و نوسانات آن طی سال‌های پسین، به عنوان یک ضرر کامل حذف کنم… سوسیالیسمِ دموکراتیک تنها وسیله برای ایجاد یک نظم جدید بر چیزی است که در تمدن امروزی ارزش‌مند بوده و ارزش حفظ کردن را دارد.

کول در کتاب خود اروپا، روسیه و آینده که در ۱۹۴۱ منتشر گردید، ادعا نمود که هر چقدر هم اروپای جدید که نازی برآن مسلط است غیراخلاقی باشد، این حکومت به نحوی از نظام «غیر عملی» دولت‌های سلطه‌جو که پیش از آن وجود داشتند، بهتر بود. از نظر اقتصادی، می‌توان گفت که

Kبهتر است تا به هیتلر اجازه داد تا تمام اروپا را به‌جز از اتحاد شوروی تصرف نموده و پس از آن اروپا را به بی‌رحمی تمام به نفع نازی استثمار نماید، به‌جای این‌که به نظم قبل از جنگ که در آن ملت‌ها از خود دولت مستقل داشتند رفته و مرزهای مستقیماً میان واحدهای تولید و مبادله ترسیم کرد.

## ارجاعات
1. ↑  Morris, Jeremy (2017). "F.  D. Maurice and the Myth of Christian Socialist Origins".  In Spencer, Stephen (ed.). Theology Reforming Society: Revisiting Anglican Social Theology. London: SCM Press. p. 3. ISBN 978-0-334-05373-6.
2. ↑  "George Douglas Howard Cole Papers", p. 3. Internationaal Instituut voor Sociale Geschiedenis, Amsterdam. On line.
3. ↑  Stears, Marc (2004). "Cole, George Douglas Howard (1889–1959)". Oxford Dictionary of National Biography (online ed.). Oxford University Press. doi:10.1093/ref:odnb/32486. Retrieved 25 October 2017. (Subscription or UK public library membership required.)
4. ↑  Marc Stears, ‘Cole, George Douglas Howard (1889–1959)’, Oxford Dictionary of National Biography, Oxford University Press, 2004 accessed 7 May 2017
5. ↑  Marc Stears, ‘Cole, George Douglas Howard(1889–1959)’, Oxford Dictionary of National Biography, Oxford University Press, 2004 [http://www.oxforddnb.com/view/article/32486, accessed 25 Oct 2017]
6. ↑  Martin Ceadel, "The Peace Movement Between the Wars: Problems of Definition", in Campaigns for Peace: British peace movements. Edited by Richard Taylor and Nigel Young. Manchester University Press, 1987. شابک ‎۰۷۱۹۰۱۸۹۲۷ (p. 84).
7. ↑  Walter Schellenberg, The Schellenberg Memoirs, London 1956 (Deutsch: Aufzeichungen, München 1979) pp 174.
8. ↑  Peter Sedgwick, "A Return to First Things", Balliol College Annual Record 1980, pp.86–88 (review of A. W. Wright, G.D.H. Cole and Socialist Democracy). Marxists’ Internet Archive. Online.
9. ↑  "PPE: the Oxford degree that runs Britain". the Guardian (به انگلیسی). 2017-02-23. Retrieved 2021-08-03.
10. ↑  Daniel Ritschel, The Politics of Planning: The Debate on Economic Planning in Britain in the 1930s. Oxford University Press, 1997 ISBN 019820647X (pp. 282–83)
11. ↑  Marc Stears, ‘Cole , Dame Margaret Isabel (1893–1980)’, Oxford Dictionary of National Biography, Oxford University Press, 2004 accessed 7 May 2017
12. ↑  Curtis Evans (28 November 2016). Murder in the Closet: Essays on Queer Clues in Crime Fiction Before Stonewall. McFarland. pp. 131–. ISBN 978-0-7864-9992-2.
13. ↑  "The Decline of Capitalism". Lecture to Fabian Society, 1939.|Quoted in
A. W. Wright, G. D. H. Cole and Socialist Democracy. Clarendon Press, 1979. ISBN 0-19-827421-1 (p. 226).
14. ↑  G. D. H. Cole, Europe, Russia and the Future (London: Victor Gollancz, 1941), p. 104.
15. ↑  Cole, Europe, Russia and the Future, p. 104.